# Camiers
Camiers és un municipi francès situat al departament del Pas de Calais i a la regió dels Alts de França. L'any 2007 tenia 2.654 habitants.

## Demografia

### Població
El 2007 la població de fet de Camiers era de 2.654 persones. Hi havia 1.011 famílies de les quals 270 eren unipersonals (125 homes vivint sols i 145 dones vivint soles), 334 parelles sense fills, 321 parelles amb fills i 86 famílies monoparentals amb fills.
La població ha evolucionat segons el següent gràfic:
Habitants censats

### Habitatges
El 2007 hi havia 4.105 habitatges, 1.033 eren l'habitatge principal de la família, 3.026 eren segones residències i 47 estaven desocupats. 2.367 eren cases i 1.164 eren apartaments. Dels 1.033 habitatges principals, 620 estaven ocupats pels seus propietaris, 389 estaven llogats i ocupats pels llogaters i 24 estaven cedits a títol gratuït; 23 tenien una cambra, 72 en tenien dues, 216 en tenien tres, 273 en tenien quatre i 449 en tenien cinc o més. 781 habitatges disposaven pel capbaix d'una plaça de pàrquing. A 517 habitatges hi havia un automòbil i a 361 n'hi havia dos o més.

### Piràmide de població
La piràmide de població per edats i sexe el 2009 era:
| Homes | Edats   | Dones |
| ----- | ------- | ----- |
| 0     | 95 o +  | 0     |
| 4     | 90 a 94 | 16    |
| 8     | 85 a 89 | 20    |
| 16    | 80 a 84 | 40    |
| 20    | 75 a 79 | 40    |
| 32    | 70 a 74 | 56    |
| 60    | 65 a 69 | 68    |
| 36    | 60 a 64 | 60    |
| 48    | 55 a 59 | 40    |
| 68    | 50 a 54 | 68    |
| 88    | 45 a 49 | 88    |
| 52    | 40 a 44 | 88    |
| 100   | 35 a 39 | 48    |
| 88    | 30 a 34 | 84    |
| 128   | 25 a 29 | 92    |
| 52    | 20 a 24 | 92    |
| 80    | 15 a 19 | 60    |
| 60    | 10 a 14 | 76    |
| 68    | 5 a 9   | 68    |
| 72    | 0 a 4   | 60    |

## Economia
El 2007 la població en edat de treballar era de 1.778 persones, 1.117 eren actives i 661 eren inactives. De les 1.117 persones actives 982 estaven ocupades (524 homes i 458 dones) i 135 estaven aturades (64 homes i 71 dones). De les 661 persones inactives 214 estaven jubilades, 143 estaven estudiant i 304 estaven classificades com a «altres inactius».

### Ingressos
El 2009 a Camiers hi havia 1.127 unitats fiscals que integraven 2.627 persones, la mediana anual d'ingressos fiscals per persona era de 16.311 €.

### Activitats econòmiques
Dels 113 establiments que hi havia el 2007, 2 eren d'empreses extractives, 5 d'empreses alimentàries, 2 d'empreses de fabricació d'altres productes industrials, 13 d'empreses de construcció, 24 d'empreses de comerç i reparació d'automòbils, 2 d'empreses de transport, 25 d'empreses d'hostatgeria i restauració, 1 d'una empresa d'informació i comunicació, 2 d'empreses financeres, 5 d'empreses immobiliàries, 13 d'empreses de serveis, 12 d'entitats de l'administració pública i 7 d'empreses classificades com a «altres activitats de serveis».
Dels 38 establiments de servei als particulars que hi havia el 2009, 1 era una oficina de correu, 1 autoescola, 4 paletes, 2 guixaires pintors, 1 fusteria, 3 lampisteries, 1 electricista, 1 empresa de construcció, 3 perruqueries, 16 restaurants, 3 agències immobiliàries i 2 salons de bellesa.
Dels 13 establiments comercials que hi havia el 2009, 1 era un hipermercat, 1 una gran superfície de material de bricolatge, 4 fleques, 1 una botiga de congelats, 2 llibreries, 1 una llibreria, 1 una botiga de mobles, 1 una botiga de material de revestiment de parets i terra i 1 una joieria.
L'any 2000 a Camiers hi havia 3 explotacions agrícoles que ocupaven un total de 228 hectàrees.

## Equipaments sanitaris i escolars
El 2009 hi havia 1 psiquiàtric, 1 farmàcia i 1 ambulància.
El 2009 hi havia 1 escola maternal i 1 escola elemental.

## Poblacions més properes
El següent diagrama mostra les poblacions més properes.